# Harris (Minnesota)
Harris é uma cidade localizada no estado americano de Minnesota, no Condado de Chisago.

## Demografia
Segundo o censo americano de 2000, a sua população era de 1121 habitantes.
Em 2006, foi estimada uma população de 1254, um aumento de 133 (11.9%).

## Geografia
De acordo com o United States Census Bureau tem uma área de
51,4 km², dos quais 51,2 km² cobertos por terra e 0,2 km² cobertos por água.

## Localidades na vizinhança
O diagrama seguinte representa as localidades num raio de 24 km ao redor de Harris.